# Emir Alečković
Emir Alečković (14 augustus 1979) is een Bosnisch voormalig voetbalscheidsrechter. Hij was in dienst van FIFA en UEFA tussen 2010 en 2013. Ook leidde hij tot 2013 wedstrijden in de Premijer Liga.
Op 1 juli 2014 leidde Alečković zijn eerste wedstrijd in Europees verband tijdens een wedstrijd tussen CS Grevenmacher en Dundalk in de UEFA Champions League; het eindigde in 3–3 en de Macedoniër trok zesmaal een gele kaart. Zijn eerste interland floot hij op 10 augustus 2011, toen Noord-Ierland met 4–0 won van Faeröer door doelpunten van Aaron Hughes, Steven Davis en tweemaal Paddy McCourt. Alečković deelde tijdens deze wedstrijd alleen aan McCourt een gele kaart uit.

## Interlands
| Datum            | Plaats                    | Wedstrijd               | Uitslag | Competitie           | Kreeg geel | Kreeg voor de tweede keer geel en dus rood | Weggestuurd |
| ---------------- | ------------------------- | ----------------------- | ------- | -------------------- | ---------- | ------------------------------------------ | ----------- |
| 10 augustus 2011 | Belfast, Noord-Ierland    | Noord-Ierland – Faeröer | 4 – 0   | EK 2012 kwalificatie | 1          | 0                                          | 0           |
| 15 augustus 2012 | Ljubljana, Slovenië       | Slovenië – Roemenië     | 4 – 3   | Vriendschappelijk    | 5          | 0                                          | 0           |
| 7 september 2012 | Andorra la Vella, Andorra | Andorra – Hongarije     | 0 – 5   | WK 2014 kwalificatie | 6          | 1                                          | 0           |